# Helena Makowska
Helena Makowska nata Helena Woyniewicz (Kryvyj Rih, 2 marzo 1893 – Roma, 22 agosto 1964) è stata un'attrice polacca.

## Biografia
Nacque in Ucraina da genitori polacchi, il padre infatti era un ingegnere che lavorava in una compagnia mineraria del paese, e nel 1903 seguì la famiglia che si stabilì a Varsavia, città nella quale frequentò il liceo e dove si affacciò nel mondo del teatro. Inoltre, qui all'età di sedici anni sposò un avvocato, ma il matrimonio ebbe breve durata. Nel 1912 si spostò a Milano, dove prese lezioni di canto ed era già conosciuta come attrice teatrale. Nella città lombarda la Makowska debuttò all'Opera nel ruolo di Amelia ne Il ballo mascherato di Scribe e in quello di Elena nel Mefistofele di Goethe.
Nel 1915 fu ingaggiata dalla Ambrosio Film di Torino, e si avvicinò così al cinema, dove ben presto ottenne gli stessi successi ottenuti in ambito teatrale. Poi passò all'Itala Film e nel 1917, si recò a Roma, dove fu ingaggiata dalla Gladiator Film, e vi rimase fino al 1922. Poi si stabilì a Monaco di Baviera, dove si sposò una seconda volta, con l'attore Karl Falkenberg. Anche nel cinema tedesco interpretò ruoli importanti, ma nel 1925, poiché era cittadina polacca dovette lasciare la Germania. Ritornò in Italia, dove circolarono voci su una presunta relazione con il principe ereditario Umberto II di Savoia. Agli inizi degli anni trenta si sposò nuovamente, con un inglese, e fece ritorno in Polonia.
Durante l'occupazione della Wehrmacht tedesca della Polonia, fu arrestata nel 1939 a Varsavia dalla Gestapo, e deportata a Berlino l'anno seguente perché cittadina britannica. Dopo la detenzione nei lager, nel 1943 venne rilasciata a seguito di uno scambio di prigionieri tra il Regno Unito e la Germania nazista, quindi si stabilì in Inghilterra. Successivamente entrò nel Theaterensemble dell'esercito polacco per il quale terrà spettacoli fino alla fine della guerra. Nel 1947 si stabilì definitivamente a Roma, dove visse fino alla morte. Nel cinema sonoro italiano interpretò piccoli ruoli, come nel film La valigia dei sogni, dove interpretò il ruolo di se stessa.

## Filmografia parziale
- Il sogno di un tramonto d'autunno, regia di Luigi Maggi (1911)
- Romanticismo, regia di Carlo Campogalliani e Arrigo Frusta (1915)
- Tempesta d'anime, regia di Eleuterio Rodolfi (1916)
- La collana della felicità, regia di Carlo Campogalliani (1916)
- Da boxeur a detective, regia di Carlo Campogalliani (1916)
- Val d'olivi, regia di Eleuterio Rodolfi (1916)
- Eva nemica, regia di Eleuterio Rodolfi e Giuseppe Pinto (1916)
- La Gioconda, regia di Eleuterio Rodolfi (1916)
- L'apostolo, regia di Gero Zambuto (1916)
- Fiaccola sotto il moggio, regia di Eleuterio Rodolfi (1916)
- La leggenda di Pierrette, regia di Gero Zambuto (1916)
- Straccetto, regia di Filippo Castamagna (1916)
- Il fiacre n. 13, regia di Alberto Capozzi e Gero Zambuto (1917)
- Lucciole, regia di Augusto Genina (1917)
- Il fauno, regia di Febo Mari (1917)
- Tormento, regia di Febo Mari (1917)
- Amleto, regia di Eleuterio Rodolfi (1917)
- Caino, regia di Leopoldo Carlucci (1918)
- Addio giovinezza!, regia di Augusto Genina (1918)
- Folgore, regia di Ugo De Simone (1918)
- Il principe dell'impossibile, regia di Augusto Genina (1919)
- Il principe Zilah, regia di Ugo De Simone (1919)
- Dopo il perdono, regia di Ugo De Simone (1919)
- Centocelle, regia di Ugo De Simone (1919)
- La dame in gris, regia di Gian Paolo Rosmino (1919)
- La signora innamorata, regia di Gian Paolo Rosmino (1920)
- Fugge la gloria, regia di Gian Paolo Rosmino (1920)
- La verità nuda, regia di Telemaco Ruggeri (1921)
- La dama e il mistero, regia di Amleto Palermi (1921)
- Il dolce veleno, regia di Telemaco Ruggeri (1921)
- Maciste e la figlia del re dell'argento, regia di Luigi Romano Borgnetto (1922)
- Rabagas, regia di Gaston Ravel (1922)
- Idillio tragico, regia di Gaston Ravel (1922)
- Judith, regia di Theo Frenkel (1923)
- Der Tiger des Zirkus Farini, regia di Uwe Jens Krafft (1923)
- Frauenmoral, regia di Theo Frenkel (1923)
- Quarantäne, regia di Max Mack (1923)
- Maciste contro Maciste, (1923)
- Die vier letzten Sekunden des Quidam Uhl, regia di Robert Reinert (1924)
- Taras Bulba, regia di Vladimir Strizhevsky e Joseph N. Ermolieff (1924)
- Die blonde Hannele, regia di Franz Seitz (1924)
- Moderne Ehen, regia di Hans Otto (1924)
- Kiedy kobieta zdradza meza, regia di Hans Otto e Konrad Tom (1924)
- Der Schuß im Pavillon, regia di Max Obal (1925)
- Czerwony blazen, regia di Henryk Szaro (1925)
- Kochanka Szamoty, regia di Leon Trystan (1927)
- Fabiola, regia di Alessandro Blasetti (1949)
- Quo vadis, regia di Mervyn LeRoy (1951)
- La valigia dei sogni, regia di Luigi Comencini (1958)
- Good bye Firenze (Arrivederci Firenze), regia di Rate Furlan (1958)